# Silent Hill: The Escape
Silent Hill: The Escape è un videogioco survival horror della serie Silent Hill creato dalla Konami nel 2007.

## Modalità di gioco
L'obiettivo del gioco è di attraversare dieci livelli, trovare una chiave e portarla alla porta chiusa alla fine di ogni livello.